# 中国神经科学学会
中国神经科学学会是中华人民共和国神经科学工作者组成的群众性学术团体，是中国科学技术协会主管的社会团体，1995年10月在上海市成立。